# Републикански път III-5303
Републикански път IIІ-5303 е третокласен път, част от Републиканската пътна мрежа на България, преминаващ изцяло по територията на Ямболска област, община Ямбол. Дължината му е 4,8 km. По цялото си протежение пътят представлява северно околовръстно шосе на град Ямбол.
Пътят се отклонява наляво при 141,9 km на Републикански път II-53 в най-северозападната част на град Ямбол, насочва се на изток, пресича река Тунджа и североизточно от града се свързва с Републикански път III-5305 при неговия 5,8 km.
| Пътища, отклоняващи се надясно (населено място, № на пътя, посока на пътя) | km  | Пътища, отклоняващи се наляво (посока на пътя, № на пътя, населено място) |
| -------------------------------------------------------------------------- | --- | ------------------------------------------------------------------------- |
| Община Ямбол, II-53, 141,9 km, гр. Ямбол ←                                 | 0,0 | ← гр. Ямбол, 141,9 km, II-53, Община Ямбол                                |
|                                                                            | 0,4 | → общински път (за с. Кабиле)                                             |
| (за гр. Ямбол) общински път ←                                              | 2,4 |                                                                           |
| (от гр. Ямбол) III-5305, 5,8 km →                                          | 4,8 | → 5,8 km, III-5305 (до 415,91 km на I-6)                                  |